# Carlo Formichi
Carlo Formichi (Napoli, 14 febbraio 1871 – Roma, 13 dicembre 1943) è stato un orientalista, indologo e filologo italiano.

## Biografia
Si laureò in giurisprudenza presso l'università di Napoli nel 1891 e l'anno seguente in Lettere, dove studiò con Michele Kerbaker, di cui pubblicò con Vittore Pisani sei volumi di scritti inediti tra il 1933 e il 1939.
Vinse la borsa di studio Gori-Feroni, a Siena, grazie alla quale poté frequentare i corsi di filosofia e di orientalistica tenuti da Paul Deussen e Hermann Oldenberg all'Università di Kiel (1896-1897).
Partecipò ai congressi di orientalistica di Londra (1892) e di Parigi (1897).
Rientrato in Italia, conseguì a Napoli, nel 1897, la libera docenza in filologia sanscrita, che esercitò all'università di Bologna dopo un ulteriore breve soggiorno di studio a Vienna, alla scuola di Georg Bühler. Nel 1898 ottenne l'incarico per l'insegnamento del sanscrito presso l'Università di Pisa. Nello stesso anno venne chiamato ad occupare la cattedra di sanscrito alla Sapienza di Roma, dove rimase fino al 1941.
Dal 1913 fu pure incaricato dell'insegnamento di lingua inglese presso la Scuola normale superiore di Pisa.
Nel 1922 l'Accademia Nazionale dei Lincei, di cui fu socio, gli conferì  il premio reale per la filologia.
Nel 1925 Rabindranath Tagore lo chiamò ad impartire un corso di lezioni di sanscrito alla Vishva Bharati University di Santiniketan, nel Bengala. Durante il soggiorno indiano ebbe modo di tenere conferenze anche in numerose altre università e in vari istituti culturali.
Nel 1928 tenne una serie di corsi e conferenze in Egitto.
Nel 1929 fu nominato titolare della neoistituita cattedra di cultura italiana presso l'Università della California - Berkeley, da cui ottenne la laurea honoris causa in legge. Nello stesso anno, con Decreto del presidente del Consiglio in data del 18 marzo, fu tra i primi soci dell'Accademia Nazionale dei Lincei ad essere nominato membro della nuovamente creata Reale Accademia d'Italia, della quale divenne vice presidente per la classe delle lettere.
Si occupò di filologia dell'India, studiandone la politica, la filosofia e le religioni.
Nel 1933 la Reale Accademia d'Italia lo incarica di compiere una spedizione in Nepal.
Nel 1939 fu, con Pier Gabriele Goidanich, il relatore che fece accogliere fra le Memorie dell'Accademia dei Lincei (Mem. R. Accad. Lincei 6:8:5, 1939, 289-738) il libro dell'indologa polacca Maryla Falk, Il mito psicologico nell'India antica (edito da Adelphi nel 1986).
Dal 1935 al 1940, presiedette il Comitato Permanente per i Premi Sanremo di Letteratura ed Arte.

L'accademico Carlo Formichi al teatro casinò di Sanremo (24 ottobre 1938)

## Opere
- Il primo capitolo della Brahma-Upanishad (Kiel-Leipzig, 1897).
- Gli indiani e la loro scienza politica  (Bologna, 1899)
- Salus populi, saggio di scienza politica (Torino, 1908)
- Il pensiero religioso e filosofico dell'India (Firenze, 1910)
- Açvaghoṣa, poeta del Buddhismo (Bari, 1912)
- La dottrina di Gotama Buddha e i suoi valori umani (Roma, 1913)
- Pensiero e azione nell'India antica (Roma, 1914)
- Cenni sulle più antiche religioni dell'India (Roma, 1917)
- Apologia del Buddhismo (Roma, 1923)
- "Lo spirito scientifico del buddhismo", in Bilychnis, XXII [1923], 2-3, pp. 189–195.
- Il pensiero religioso dell'India prima del Buddha (Bologna, 1925)
- I primi principii della politica secondo Kamandaki (Roma, 1925)
- "Il Nirvāna non è il nulla", in Bilychnis, XXX [1927], I, pp. 10–19.
- India e Indiani (Milano, 1929)
- Sette saggi indiani (Bologna, 1938)
- Nippon (Roma, 1942)